# 4-es busz (Pécs)

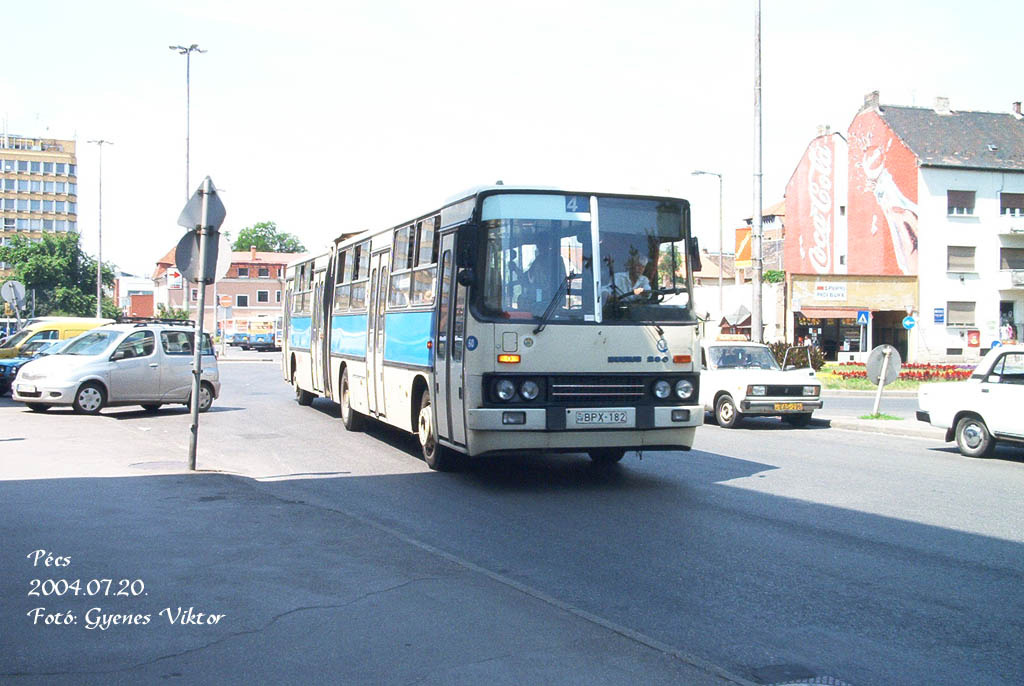
Ikarus 280-as típusú busz a régi 4-es vonalán, 2004-ben

A pécsi 4-es jelzésű autóbusz Uránváros, a Belváros, Meszes és Mecsekszabolcs északi része között teremt közvetlen kapcsolatot. A végállomásról elindulva, a lehető legrövidebb és leggyorsabb útvonalon – érintve egy fontos rendelőintézetet, a városi műjégpályát és a sportcsarnokot – 10 perc alatt ér a vasútállomásra, majd tovább haladva érinti a vásárcsarnokot és az Árkádot, végül a 6-os és a 66-os főúton keresztül éri el a Hősök terén található végállomást. Több menet Árpádtetőig, Gesztenyésig, Széchenyi-aknáig, vagy István-aknáig meghosszabbítva közlekedik.

## Története
A jelenlegi járat 2013. szeptember 2-án jött létre, a korábbi körjáratú 4-es Uránváros és Vásárcsarnok közötti és a 31A Árkád és Hősök tere közötti vonalának összekapcsolásával.
A régi 4-es járatra leginkább az 1960. november 16-án indult 40-es járat hasonlít. A különbség annyi volt, hogy a Főpályaudvar után az autóbuszok a Kossuth téri végállomásig közlekedtek. A vonal 1985. november 1-jén vált hurokjárattá, ekkortól kezdve a járatok a belvárosi hurkot a Vasút utca – Kálvin János utca – Bajcsy-Zsilinszky utca – Nagy Lajos király útja – Alsómalom utca – Rákóczi út – Szabadság útja útvonalon tették meg. 1987. január 1-jétől új számozási rendszer keretén belül kapta máig is érvényes 4-es jelzését.
A 31-es vonalán 1945. október 1-jén indult az első járat a Széchenyi tér és a Hősök tere között. A Széchenyi téri végállomás megszűnésével a járat végállomása előbb a Kossuth térre, majd Főpályaudvarra került át. 1987. január 1-jétől az útvonala a Felsővámház utcáról a Zsolnay Vilmos útra helyeződött át. A 80-as években a vonal Árpádtetőig hosszabbodott, és innentől kezdve 31A jelzéssel betétjáratok közlekedtek a Hősök teréig.
2017. szeptember 1-jétől István-aknára is indul járat.

## További információk

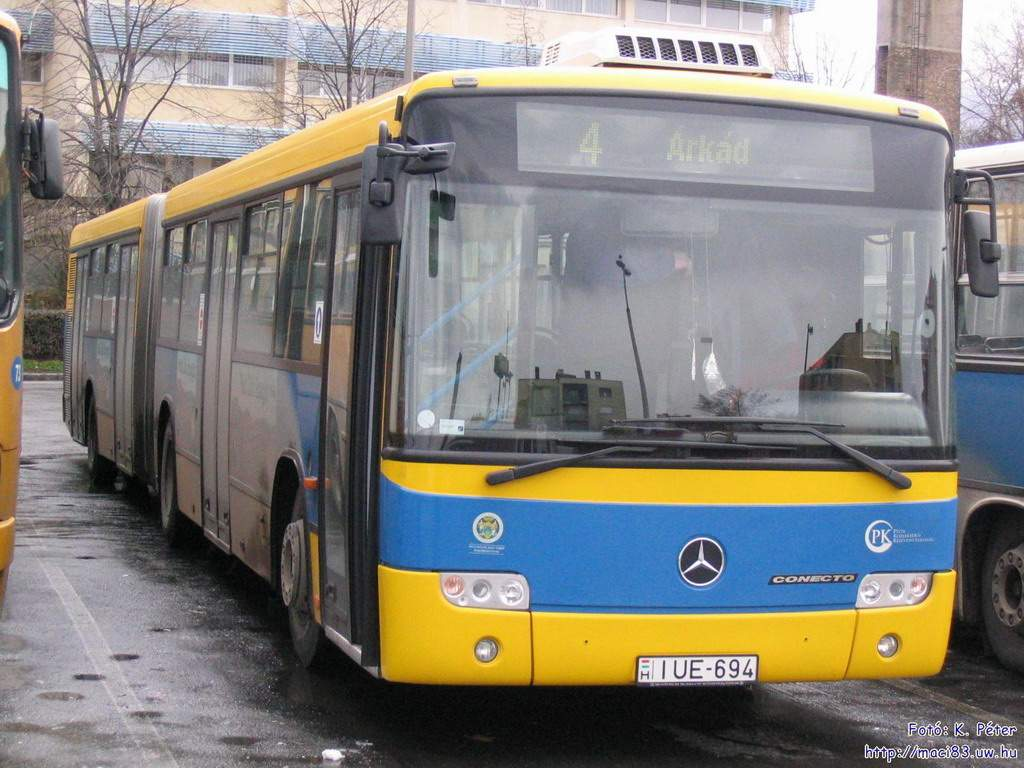
Mercedes-Benz O345 Conecto G típusú autóbusz 2009-ben, a régi 4-es útvonalán

## Útvonala
| Uránváros → Árkád → Budai Állomás → Gesztenyés/Árpádtető/István-akna | István-akna/Gesztenyés/Árpádtető → Budai Állomás → Árkád → Főpályaudvar |
| --- | --- |
| Uránváros – Ürögi sor – Makay István út – Esztergár Lajos utca – Veress Endre utca – Mártírok útja – Szabadság utca – Indóház tér – Vasút utca – Kálvin utca – Bajcsy-Zsilinszky utca – Rákóczi út – Rákóczi út – Zsolnay Vilmos utca – Komlói út – Hősök tere – Hősök tere, forduló – Komlói út – Kénes út – Pécsbányatelepi út – Gesztenyés utca – Gesztenyés / Komlói út – Zuzmó utca – Árpádtető / Komlói út – Árpádtető – Béta-aknai út – István-akna – István-akna | István-akna – István-akna – Béta-aknai út – Árpádtető – Komlói út / Árpádtető – Zuzmó utca – Komlói út / Gesztenyés – Gesztenyés utca – Pécsbányatelepi út – Kénes út – Komlói út – Hősök tere – Hősök tere, forduló – Komlói út – Zsolnay Vilmos utca – Rákóczi út – Rákóczi út – Bajcsy-Zsilinszky utca – Kálvin utca – Vasút utca – Indóház tér – Szabadság utca – Mártírok útja – Veress Endre utca – Esztergár Lajos utca – Makay István út – Ürögi sor – Uránváros |

## Megállóhelyei
| 4 (Uránváros – Árkád – Budai Állomás – Hősök tere forduló) 4 (Uránváros – Árkád – Budai Állomás – Árpádtető) 4 (Uránváros – Árkád – Budai Állomás – Gesztenyés) 4 (Uránváros – Árkád – Budai Állomás – István-akna) |          |          |          |                               |          |          |          |          | |
| Perc (↓) | Perc (↓) | Perc (↓) | Perc (↓) | Megállóhely                   | Perc (↑) | Perc (↑) | Perc (↑) | Perc (↑) | Megállóhelyet érintő járatok |
| 0 | 0        | 0        | 0        | Uránváros végállomás          | 42       | 35       | 39       | 39       | 1, 2, 2A, 2E, 4, 4Y, 21, 21A, 22, 23, 23Y, 24, 25, 25A, 26, 26A, 27, 27Y, 28, 28A, 28Y, 29, 102, 102Y, 104, 104A, 104E, 104Y, 107E, 121 · Helyközi autóbuszok                                                                                                 |
| 2 | 2        | 2        | 2        | Olympia Üzletház              | 40       | 33       | 37       | 37       | 1, 2, 2A, 2E, 4, 4Y, 21, 21A, 22, 23, 23Y, 24, 102, 102Y, 104, 104A, 104E, 104Y, 121 |
| 3 | 3        | 3        | 3        | Mecsek Áruház                 | 38       | 31       | 35       | 35       | 1, 2, 2A, 2E, 4, 4Y, 21, 21A, 22, 23, 23Y, 24, 102, 102Y, 104, 104A, 104E, 104Y, 121 · Helyközi autóbuszok |
| 4 | 4        | 4        | 4        | Szőnyi Ottó utca, rendelő     | 37       | 30       | 34       | 34       | 4, 4Y, 104, 104A, 104E, 104Y |
| 5 | 5        | 5        | 5        | Műjégpálya                    | 36       | 29       | 33       | 33       | 1, 4, 4Y, 55, 104, 104A, 104E, 104Y |
| 7 | 7        | 7        | 7        | Megyeri út                    | ∫        | ∫        | ∫        | ∫        | 4, 4Y, 104, 104A, 104E, 104Y · Helyközi autóbuszok |
| ∫ | ∫        | ∫        | ∫        | Sportcsarnok                  | 35       | 28       | 32       | 32       | 4, 4Y, 104, 104A, 104E, 104Y · Helyközi autóbuszok |
| 8 | 8        | 8        | 8        | Kandó Kálmán utca             | 34       | 27       | 31       | 31       | 4, 4Y, 104, 104A, 104E, 104Y |
| 9 | 9        | 9        | 9        | Rét utca                      | 33       | 26       | 30       | 30       | 4, 4Y, 104, 104A, 104E, 104Y · Helyközi autóbuszok |
| 10 | 10       | 10       | 10       | Főpályaudvar                  | 31       | 24       | 28       | 28       | 3, 3E, 4, 4Y, 6, 6E, 7, 7Y, 8, 13, 13E, 13Y, 14, 14Y, 15, 15A, 20, 30, 31, 32, 32Y, 33, 34, 34Y, 35, 35Y, 36, 37, 38, 38Y, 39, 40, 41, 41E, 41Y, 42, 42Y, 43, 44, 46, 47, 73, 73Y, 104, 104A, 104E, 104Y, 130, 130A, 140 · Helyközi autóbuszok · Főpályaudvar |
| 12 | 12       | 12       | 12       | Vásárcsarnok                  | 29       | 22       | 26       | 26       | 4, 4Y, 13, 13E, 13Y, 15, 15A, 30, 31, 32, 32Y, 33, 34Y, 35Y, 44, 46, 60, 60Y, 103, 104, 104A, 104E, 104Y, 109E, 130, 130A |
| 15 | 15       | 15       | 15       | Árkád                         | 27       | 19       | 23       | 23       | 2, 2A, 2E, 3, 3E, 4, 4Y, 6, 6E, 7, 7Y, 8, 13, 13E, 13Y, 14, 14Y, 15, 15A, 22, 23, 23Y, 24, 25, 26, 26A, 27, 27Y, 28, 28A, 28Y, 29, 30, 33, 38, 38Y, 39, 40, 60, 60Y, 73, 73Y, 102, 102Y, 103, 104, 104A, 104E, 104Y, 107E, 109E, 130, 130A, 140               |
| 18 | 18       | 18       | 18       | 48-as tér                     | 24       | 17       | 21       | 21       | 2, 2A, 2E, 4, 4Y, 13, 13E, 13Y, 14, 14Y, 15, 15A, 20, 21, 21A, 30Y, 60, 60A, 60Y, 102, 102Y, 104, 104A, 104E, 104Y, 121 · Helyközi autóbuszok · Pécs-Külváros                                                                                                 |
| 20 | 20       | 20       | 20       | Zsolnay Negyed                | 22       | 15       | 19       | 19       | 2, 2A, 4, 4Y, 13, 13E, 13Y, 14, 14Y, 15, 15A, 20, 21, 21A, 30Y, 60, 60A, 60Y, 102, 102Y, 104, 104A, 104E, 104Y, 121 |
| 23 | 23       | 23       | 23       | Mohácsi út                    | 20       | 13       | 17       | 17       | 2, 2A, 4, 4Y, 13, 13E, 13Y, 14, 14Y, 15, 15A, 20, 21, 21A, 25, 26, 30Y, 60, 60A, 60Y, 102, 102Y, 104, 104A, 104E, 104Y, 121 · Helyközi autóbuszok |
| 25 | 25       | 25       | 25       | Gyárvárosi templom            | 18       | 11       | 15       | 16       | 2, 2A, 4, 4Y, 13, 13E, 13Y, 14, 14Y, 15, 15A, 25, 26, 26A, 30Y, 60, 60A, 60Y, 102, 102Y, 104, 104A, 104E, 104Y |
| 27 | 27       | 27       | 27       | Budai Állomás                 | 16       | 9        | 13       | 14       | 2, 2A, 2E, 4, 4Y, 12, 13, 13E, 13Y, 14, 14Y, 15, 15A, 16, 25, 26, 26A, 30Y, 60, 60A, 60Y, 102, 102Y, 104, 104A, 104E, 104Y · Helyközi autóbuszok |
| 29 | 29       | 29       | 29       | Budai vám                     | 15       | 8        | 12       | 14       | 2, 2A, 2E, 4, 12, 60, 60A · Helyközi autóbuszok |
| 30 | 30       | 30       | 30       | Meszesi iskola                | 14       | 7        | 11       | 13       | 2, 2A, 2E, 4, 12, 60, 60A |
| 31 | 31       | 31       | 31       | Kőrös utca                    | 13       | 6        | 10       | 12       | 2, 2A, 2E, 4, 12, 60, 60A |
| 32 | 32       | 32       | 32       | Meszes                        | 12       | 5        | 9        | 11       | 2, 2A, 2E, 4, 12, 60, 60A |
| 33 | 33       | 33       | 33       | Fehérhegy                     | 11       | 4        | 8        | 10       | 2, 2A, 2E, 4, 12, 60, 60A · Helyközi autóbuszok |
| 34 | 34       | 34       | 34       | Bánomi út                     | 10       | 3        | 7        | 9        | 2A, 4, 12, 60A · Helyközi autóbuszok |
| 35 | 35       | 35       | 35       | Ibolya utca                   | 9        | 2        | 6        | 8        | 2A, 4, 12, 60A |
| ∫ | 36       | ∫        | 36       | Hősök tere                    | 8        | 1        | 5        | 7        | 2A, 4, 12, 60A · Helyközi autóbuszok |
| 36 | ∫        | 36       | ∫        | Hősök tere forduló végállomás | ∫        | 0        | ∫        | 6        | 2A, 4 |
| 37 | ∫        | ∫        | ∫        | Hősök tere                    | ∫        | ∫        | ∫        | ∫        | 2A, 4, 12, 60A · Helyközi autóbuszok |
| ∫ | 40       | ∫        | ∫        | Árpádtető, 66-os út           | ∫        | ∫        | 1        | ∫        | 4 · Helyközi autóbuszok |
| ∫ | 41       | ∫        | ∫        | Árpádtető végállomás          | ∫        | ∫        | 0        | ∫        | 4 |
| ∫ | ∫        | ∫        | 38       | Árpádtetői elágazás           | 7        | ∫        | ∫        | ∫        | 4, 12, 60A |
| ∫ | ∫        | ∫        | 40       | Béta-aknai út                 | 5        | ∫        | ∫        | ∫        | 4, 12, 60A |
| ∫ | ∫        | ∫        | 41       | István III. akna              | 3        | ∫        | ∫        | ∫        | 4, 12, 60A |
| ∫ | ∫        | ∫        | 42       | István-akna II.               | 2        | ∫        | ∫        | ∫        | 4, 12, 15, 26, 60A, 82, 104 |
| ∫ | ∫        | ∫        | 43       | István-akna I.                | 1        | ∫        | ∫        | ∫        | 4, 12, 15, 26, 60A, 82, 104 |
| ∫ | ∫        | ∫        | 45       | István-akna végállomás        | 0        | ∫        | ∫        | ∫        | 4, 12, 15, 26, 60A, 82, 104 |
| 38 | ∫        | ∫        | ∫        | Kénes utca                    | ∫        | ∫        | ∫        | 5        | 4 |
| 39 | ∫        | ∫        | ∫        | Csárda utca                   | ∫        | ∫        | ∫        | 4        | 4 |
| A 4:52-kor Uránvárosból induló járat utazási igény esetén betér a Széchenyi-aknához. |          |          |          |                               |          |          |          |          | |
| (+1) | ∫        | ∫        | ∫        | Széchenyi-akna                | ∫        | ∫        | ∫        | ∫        | 4, 26, 27, 27Y, 40, 140 |
| 40 | ∫        | ∫        | ∫        | Kórház                        | ∫        | ∫        | ∫        | 3        | 4, 26, 27, 27Y, 40, 140 |
| 41 | ∫        | ∫        | ∫        | Bazsó                         | ∫        | ∫        | ∫        | 2        | 4, 26, 27, 27Y, 40, 140 |
| 42 | ∫        | ∫        | ∫        | Ezeréves                      | ∫        | ∫        | ∫        | 1        | 4, 26, 27, 27Y, 40, 140 |
| 43 | ∫        | ∫        | ∫        | Gesztenyés végállomás         | ∫        | ∫        | ∫        | 0        | 4, 26, 27, 27Y, 40, 140 |